# Alex Newhook
Alex Newhook (né le 28 janvier 2001 à Saint-Jean de Terre-Neuve dans la province de Terre-Neuve-et-Labrador au Canada) est un joueur professionnel canadien de hockey sur glace. Il évolue au poste de centre.

## Biographie
Newhook fait le saut dans la BCHL avec les Grizzlies de Victoria lors de la saison 2017-2018. Il termine la campagne au 2e rang des pointeurs de l'équipe avec une récolte de 66 points en 45 matchs. Il a également obtenu 9 points en 12 parties éliminatoires.
En 2018-2019, il conclut la saison régulière au sommet des pointeurs de la ligue avec un total de 102 points en 53 rencontres. Il reçoit d'ailleurs le trophée Vern Dye Memorial Award remis au joueur par excellence de la BCHL. Il est aussi nommé joueur par excellence de la LHJC.
Le 21 juin 2019, il est sélectionné au 1er tour, 16e choix au total, par l'Avalanche du Colorado lors du repêchage d'entrée dans la LNH 2019.
En 2019-2020, il rejoint les Eagles de Boston College dans la NCAA.
En 2021, il passe professionnel avec les Eagles du Colorado, club ferme de l'Avalanche dans la Ligue américaine de hockey.
Le 5 mai 2021, il joue son premier match dans la Ligue nationale de hockey avec l'Avalanche du Colorado face aux Sharks de San José. Il enregistre son premier point dans la LNH, une assistance face aux Kings de Los Angeles le 7 mai 2021. Il marque son premier but le 13 novembre 2021 face aux Sharks de San José.
Il remporte la Coupe Stanley 2022 avec Colorado. Il a contribué à la conquête de la Coupe Stanley avec quatre aides en 12 matchs en séries.
Quelques jours avant le repêchage de 2023, il est échangé aux Canadiens de Montréal. En retour, l'Avalanche obtient l'espoir Gianni Fairbrother ainsi que les 31e et 37e choix au prochain repêchage. Le Directeur général Kent Hughes, qui conclut l'entente, avait précédemment été l'agent de Newhook. Le 11 juillet 2023, les Canadiens lui octroient un contrat de quatre saisons, d'une valeur annuelle de 2,9 millions $.
Sa soeur Abby Newhook joue aussi au hockey au niveau universitaire. Elle est co-capitaine des Eagles de Boston College.  

## Statistiques

### En club
| Saison     | Équipe                | Ligue      |     | Saison régulière | Saison régulière | Saison régulière | Saison régulière | Saison régulière |    | Séries éliminatoires | Séries éliminatoires | Séries éliminatoires | Séries éliminatoires | Séries éliminatoires |
| Saison     | Équipe                | Ligue      | PJ  | B                | A                | Pts              | Pun              | PJ               | B  | A                    | Pts                  | Pun                  |                      |                      |
| 2016-2017  | Tigers d'Aurora       | OJHL       | 1   | 0                | 1                | 1                | 10               | -                | -  | -                    | -                    | -                    |                      |                      |
| 2017-2018  | Grizzlies de Victoria | BCHL       | 45  | 22               | 44               | 66               | 10               | 12               | 3  | 6                    | 9                    | 8                    |                      |                      |
| 2018-2019  | Grizzlies de Victoria | BCHL       | 53  | 38               | 64               | 102              | 21               | 15               | 11 | 13                   | 24                   | 2                    |                      |                      |
| 2019-2020  | Boston College        | NCAA       | 34  | 19               | 23               | 42               | 8                | -                | -  | -                    | -                    | -                    |                      |                      |
| 2020-2021  | Boston College        | NCAA       | 12  | 7                | 9                | 16               | 8                | -                | -  | -                    | -                    | -                    |                      |                      |
| 2020-2021  | Eagles du Colorado    | LAH        | 8   | 5                | 4                | 9                | 4                | -                | -  | -                    | -                    | -                    |                      |                      |
| 2020-2021  | Avalanche du Colorado | LNH        | 6   | 0                | 3                | 3                | 2                | 8                | 1  | 1                    | 2                    | 2                    |                      |                      |
| 2021-2022  | Avalanche du Colorado | LNH        | 71  | 13               | 20               | 33               | 12               | 12               | 0  | 4                    | 4                    | 4                    |                      |                      |
| 2021-2022  | Eagles du Colorado    | LAH        | 10  | 4                | 7                | 11               | 2                | -                | -  | -                    | -                    | -                    |                      |                      |
| 2022-2023  | Avalanche du Colorado | LNH        | 82  | 14               | 16               | 30               | 22               | 7                | 0  | 1                    | 1                    | 4                    |                      |                      |
| 2023-2024  | Canadiens de Montréal | LNH        | 55  | 15               | 19               | 34               | 18               | -                | -  | -                    | -                    | -                    |                      |                      |
| 2024-2025  | Canadiens de Montréal | LNH        | 82  | 15               | 11               | 26               | 24               | 5                | 1  | 1                    | 2                    | 4                    |                      |                      |
| Totaux LNH | Totaux LNH            | Totaux LNH | 296 | 57               | 69               | 126              | 78               | 32               | 2  | 7                    | 9                    | 14                   |                      |                      |

### En équipe nationale
| Année | Compétition                  |   | PJ | B | A  | Pts | Pun               |  | Résultat |
| 2017  | Défi mondial -17 ans         | 5 | 1  | 3 | 4  | 4   | 7e place          |  |          |
| 2019  | Championnat du monde -18 ans | 7 | 5  | 5 | 10 | 0   | 4e place          |  |          |
| 2021  | Championnat du monde junior  | 6 | 3  | 3 | 6  | 2   | Médaille d'argent |  |          |

## Trophées et honneurs personnels

### Ligue nationale de hockey
- 2021-2022 : vainqueur de la Coupe Stanley avec l'Avalanche du Colorado